# Соцнаступ
Соцнаступ — колишнє селище у Гаврилівській сільській раді Барвінківського району Харківської області.
Назва села є скороченням від "соціалістичний наступ".
Рішенням виконавчого комітету Харківської обласної Ради від 17 листопада 1986 року село Соцнаступ знято з обліку.